# فيلور
فيلور (بالهندية: वेल्लोर)‏ هي مستوطنة، في الهند، تقع في ضاحية فلور ، وهي عاصمتها، بلغ عدد سكانها 484,690 نسمة، رمزها البريدي هو 632014.

## المناخ
يظهر الجدول التالي التغييرات المناخية على مدار السنة لفيلور:
| البيانات المناخية لـفيلور         | البيانات المناخية لـفيلور | البيانات المناخية لـفيلور | البيانات المناخية لـفيلور | البيانات المناخية لـفيلور | البيانات المناخية لـفيلور | البيانات المناخية لـفيلور | البيانات المناخية لـفيلور | البيانات المناخية لـفيلور | البيانات المناخية لـفيلور | البيانات المناخية لـفيلور | البيانات المناخية لـفيلور | البيانات المناخية لـفيلور | البيانات المناخية لـفيلور |
| الشهر                             | يناير                     | فبراير                    | مارس                      | أبريل                     | مايو                      | يونيو                     | يوليو                     | أغسطس                     | سبتمبر                    | أكتوبر                    | نوفمبر                    | ديسمبر                    | المعدل السنوي             |
| --------------------------------- | ------------------------- | ------------------------- | ------------------------- | ------------------------- | ------------------------- | ------------------------- | ------------------------- | ------------------------- | ------------------------- | ------------------------- | ------------------------- | ------------------------- | ------------------------- |
| الدرجة القصوى °م (°ف)             | 35.3 (95.5)               | 39.8 (103.6)              | 42.8 (109.0)              | 44.4 (111.9)              | 45.0 (113.0)              | 44.3 (111.7)              | 40.9 (105.6)              | 39.4 (102.9)              | 39.6 (103.3)              | 39.2 (102.6)              | 35.8 (96.4)               | 35.0 (95.0)               | 43.0 (109.4)              |
| متوسط درجة الحرارة الكبرى °م (°ف) | 29.8 (85.6)               | 32.8 (91.0)               | 36.1 (97.0)               | 39.9 (103.8)              | 41.1 (106.0)              | 40.6 (105.1)              | 35.1 (95.2)               | 34.3 (93.7)               | 34.0 (93.2)               | 32.3 (90.1)               | 29.8 (85.6)               | 28.7 (83.7)               | 34.5 (94.2)               |
| متوسط درجة الحرارة الصغرى °م (°ف) | 14.8 (58.6)               | 18.9 (66.0)               | 21.6 (70.9)               | 24.6 (76.3)               | 25.7 (78.3)               | 25.2 (77.4)               | 23.5 (74.3)               | 21.0 (69.8)               | 17.4 (63.3)               | 14.4 (57.9)               | 12.6 (54.7)               | 09.2 (48.6)               | 19.1 (66.3)               |
| أدنى درجة حرارة °م (°ف)           | 7.4 (45.3)                | 12.0 (53.6)               | 12.1 (53.8)               | 17.8 (64.0)               | 18.1 (64.6)               | 19.6 (67.3)               | 18.8 (65.8)               | 18.7 (65.7)               | 18.7 (65.7)               | 15.6 (60.1)               | 12.1 (53.8)               | 11.0 (51.8)               | 8 (46)                    |
| الهطول مم (إنش)                   | 11.5 (0.45)               | 1.7 (0.07)                | 16.7 (0.66)               | 28.2 (1.11)               | 69.7 (2.74)               | 78.2 (3.08)               | 170.4 (6.71)              | 134.1 (5.28)              | 195.2 (7.69)              | 158.1 (6.22)              | 166.3 (6.55)              | 90.0 (3.54)               | 1٬120٫1 (44.1)            |
| متوسط أيام هطول الأمطار           | 0.9                       | 0.2                       | 1.1                       | 1.5                       | 4.5                       | 5.0                       | 10.2                      | 7.8                       | 8.8                       | 8.6                       | 7.6                       | 5.6                       | 61.8                      |
| المصدر: دائرة الأرصاد الجوية,     |                           |                           |                           |                           |                           |                           |                           |                           |                           |                           |                           |                           |                           |